# Arne Fallenius
Arne Gustaf Reinhold Fallenius, född 20 december 1910 i Hova församling, Skaraborgs län, död 6 december 1993 i Örebro, var en svensk jurist.
Fallenius blev juris kandidat vid Uppsala universitet 1934. Han genomförde tingstjänstgöring 1934–1937, blev extra fiskal i Hovrätten för Övre Norrland 1938, assessor 1943, var borgmästare i Umeå stad 1945–1956, extra ordinarie byråchef i justitiedepartementet 1955, lagman i Hovrätten för Övre Norrland 1956–1962, borgmästare i Örebro stad 1962–1970 och lagman i Örebro tingsrätt 1971–1977. Fallenius var ordförande i övervakningsnämndens i Örebro andra avdelning 1965–1979, statens förlikningsman 1965–1980 och styrelseordförande i Rang Invest AB 1973–1979. Han är gravsatt i minneslunden på Almby kyrkogård i Örebro.
Arne Fallenius var son till folkskollärare Gustaf Fallenius och Hanna Johansson. Han var far till Lars Fallenius.